# Henri Freylinger

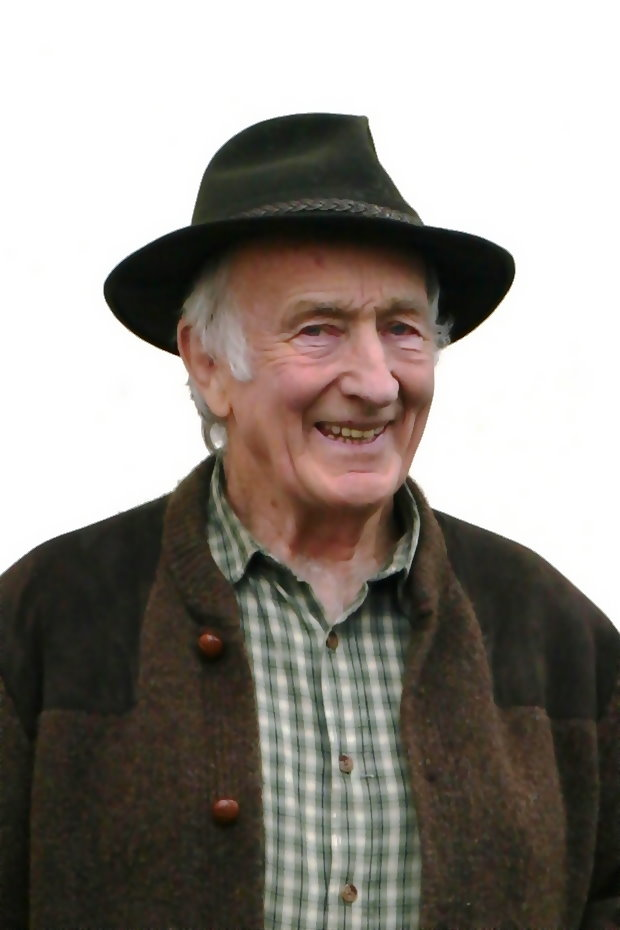
Henri Freylinger im März 2008

Henri „Heng“ Freylinger (* 23. September 1926 in Schüttringen; † 17. Januar 2017) war ein luxemburgischer Ringer.
Freylinger nahm für Luxemburg an den Olympischen Sommerspielen 1952 in Helsinki am Ringen im griechisch-römischen Stil teil. Er verlor seine Kämpfe im Weltergewicht (bis 73 kg) gegen den libanesischen späteren Bronzemedaillengewinner Khalil Taha und den Österreicher Gottfried Anglberger. Freylinger war zwölfmaliger Luxemburger Landesmeister im Ringen. Sein Verein war Le Coq Neudorf.
Er arbeitet zuerst für die Luxemburger Eisenbahngesellschaft, die Société Nationale des Chemins de Fer Luxembourgeois und war danach von Beruf Waffenschmied mit eigener Firma.
2008 erhielt er für seine Teilnahme an den Olympischen Spielen das Ritterkreuz des Verdienstordens des Großherzogtums Luxemburg.